# Parachalciope albifissa
Parachalciope albifissa är en fjärilsart som beskrevs av George Francis Hampson 1910. Parachalciope albifissa ingår i släktet Parachalciope och familjen nattflyn. Inga underarter finns listade i Catalogue of Life.